# Spermophilus suslicus
Il souslik (Spermophilus suslicus (Güldenstädt, 1770)) è uno sciuride appartenente al genere dei citelli (Spermophilus). È diffuso in alcune parti dell'Europa orientale e sud-orientale dalla Polonia orientale, attraverso l'Ucraina, fino alla Russia e venne descritto scientificamente per la prima volta da Johann Anton Güldenstädt nel 1770.

## Descrizione
Con una lunghezza testa-tronco di circa 18-26 centimetri, una coda di circa 3,6-5,7 centimetri e un peso di 180-220 grammi, questa specie è leggermente più piccola del citello comune. Ha un mantello di colore variabile da marrone castano ramato a marrone chiaro grigiastro, spesso soffuso di rossiccio. Questo è ricoperto da piccole macchie chiare bianche o beige; spesso tali macchie sono molto pronunciate, ma possono essere anche meno evidenti in alcune forme. La zona del petto e della gola va dal cannella all'ocra, il ventre è un po' più chiaro. La testa è contrassegnata da piccole macchie chiare; gli occhi sono contornati da un anello chiaro e sotto di essi vi è una macchia marrone castano. La coda è più corta e non così folta come quella del citello comune. La sua base va dal marrone grigiastro al nero, talvolta con una sfumatura rossastra, e la parte inferiore è più chiara. L'estremità è bianca o color giallo paglierino.
Come tutte le specie del suo genere, ha un unico incisivo a scalpello per emimascella, seguito da uno spazio privo di denti (diastema). Seguono due premolari e tre molari. Al contrario, sulla mascella inferiore vi è un solo premolare per lato. Complessivamente vi sono 22 denti.

## Distribuzione e habitat
Il souslik è originario di alcune parti dell'Europa orientale e sud-orientale, dalla Polonia centrale, attraverso l'Ucraina, alla Russia e, verso sud, alla Moldavia; il suo areale si estende a nord fino all'Oka e ad est fino al Volga. Una popolazione isolata vive in Bielorussia. In Polonia, situata al limite occidentale dell'areale della specie, sopravvive solamente una popolazione residua nell'estremità orientale del paese, nella regione intorno a Zamość tra i fiumi Wieprz e Bug. È una specie di pianura, che non si spinge mai al di sopra dei 500 metri.

## Biologia

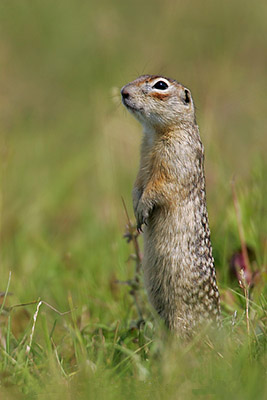
Un souslik.

Questi animali prediligono le praterie aperte e popolano principalmente steppe e prati di pianura, ma si trovano anche in pascoli, terreni incolti e campi coltivati a cereali.
Il souslik è un animale diurno e prevalentemente erbivoro: si nutre di semi di graminacee e anche di cereali, ma a volte cattura anche insetti e piccoli vertebrati. Solo molto raramente immagazzina riserve di cibo all'interno della tana, che consiste di corridoi ampiamente ramificati. Inoltre, questi animali scavano gallerie di fuga brevi e poco profonde. I souslik sono territoriali e, a seconda del sesso, occupano territori che, tuttavia, sono talvolta utilizzati da più individui. I territori variano in estensione da 0,013 a 0,055 ettari. I territori dei maschi sono più grandi di quelli delle femmine e di conseguenza si sovrappongono a molti di essi, soprattutto in primavera durante la stagione riproduttiva o quando le femmine allevano i piccoli nella tana. Dal punto di vista riproduttivo la specie può essere sia monogama che poligama, quando più femmine si uniscono e condividono i loro territori.
I souslik vanno in letargo da agosto o settembre a febbraio o marzo dell'anno successivo. La stagione riproduttiva, che ha luogo una sola volta all'anno, inizia subito dopo il letargo primaverile, periodo in cui gli animali mostrano comportamenti territoriali aggressivi. Dopo un periodo di gestazione compreso tra 22 e 27 giorni, le femmine partoriscono nella tana una cucciolata composta da tre a otto piccoli. I giovani lasciano la tana tra giugno e luglio. I maschi in particolare poi si allontanano molto dalla tana in cui sono nati.
La mortalità durante il letargo varia a seconda delle temperature e dello spessore del manto nevoso: in casi estremi può coinvolgere fino al 70% degli esemplari. Più della metà dei giovani muore entro il primo anno di vita; particolarmente colpiti sono i piccoli nati in ritardo, che spesso muoiono in gran numero durante l'inverno. Sono noti anche casi di infanticidio ad opera degli adulti. Gli esemplari adulti sopravvivono meglio all'inverno e possono vivere fino a sei anni. In alcune regioni dove vivono popolazioni isolate si possono riscontrare elevati tassi di consanguineità. I predatori principali del souslik sono mustelidi, volpi e rapaci. I souslik emettono richiami di allarme in caso di pericolo, che possono essere molto variabili e di solito consistono in fischi e richiami alti e forti. I richiami dei giovani differiscono difficilmente da quelli degli adulti.
In talune aree la specie può incrociarsi con il citello pigmeo (Spermophilus pygmaeus) o con il citello comune (S. citellus), nonché con il citello rosso (S. major) all'estremità orientale dell'areale.

## Tassonomia
Il souslik viene classificato come specie indipendente all'interno del genere Spermophilus, attualmente costituito da 15 specie a seguito di una revisione tassonomica. La prima descrizione scientifica venne effettuata nel 1770 dallo zoologo russo Johann Anton Güldenstädt a partire da esemplari provenienti dalla zona intorno a Voronež nella regione omonima, in Russia.
Ne vengono riconosciute tre sottospecie, compresa la forma nominale:
- S. s. suslicus Güldenstaedt, 1770, la forma nominale, diffusa nella parte meridionale dell'areale;
- S. s. boristhenicus Pusanov, 1958, diffusa nella parte occidentale dell'areale, soprattutto in Ucraina. Ha una pelliccia dai toni brillanti, con macchie visibili solo indistintamente;
- S. s. guttatus Pallas, 1770, diffusa nella parte settentrionale dell'areale. È di colore relativamente scuro.

## Conservazione
Il souslik viene classificato dall'Unione internazionale per la conservazione della natura (IUCN) come «specie prossima alla minaccia» (Near Threatened). Tale status trae giustificazione dal calo chiaramente evidente che ha subito la popolazione negli ultimi 50 anni, sebbene il tasso di diminuzione sia andato rallentando negli ultimi 10 anni. Tuttavia, il calo demografico dovuto alla crescente perdita dell'habitat e alla sua frammentazione continua tuttora, costituendo una potenziale minaccia per la specie.

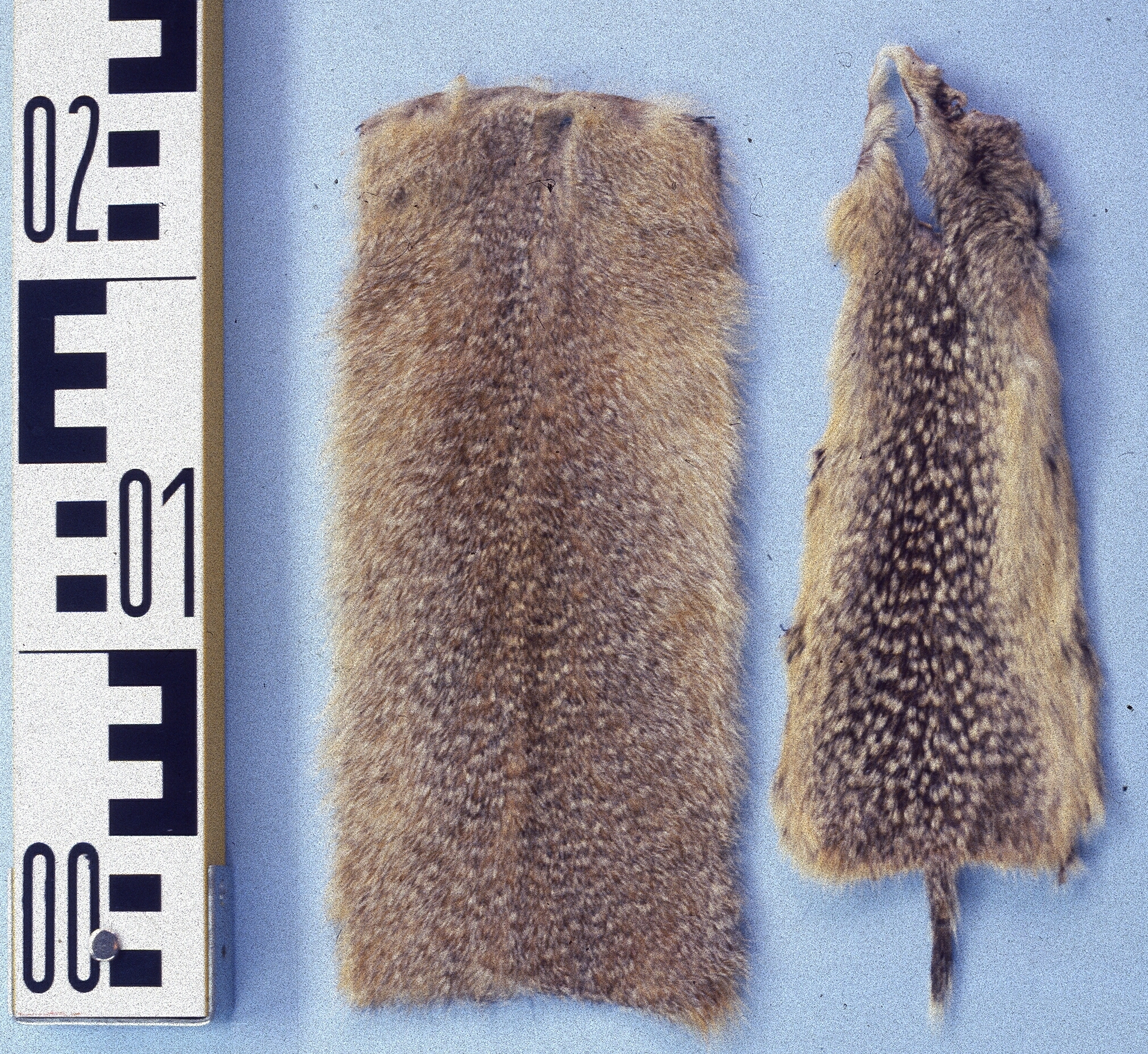
Pelli di souslik.

La principale minaccia per la popolazione è di conseguenza la conversione dell'habitat in aree agricole, insediative e industriali e la relativa frammentazione dell'areale disponibile. A livello regionale, tuttavia, alcune popolazioni possono anche crescere così tanto di numero da essere considerate dannose per le colture.
Il souslik viene elencato come specie di importanza prioritaria dall'Unione Europea ai termini delle Appendici II e IV della Direttiva Habitat e la sua rigorosa protezione è quindi di interesse comunitario: a tale scopo sono state designate aree protette speciali negli stati membri in cui la specie è presente. Varie zone dell'areale del souslik, compresa l'area intorno all'aeroporto di Lublino, che ospita circa il 50% della popolazione polacca, ricadono anche all'interno della rete di aree protette Natura 2000.